# Kabinett Colijn II

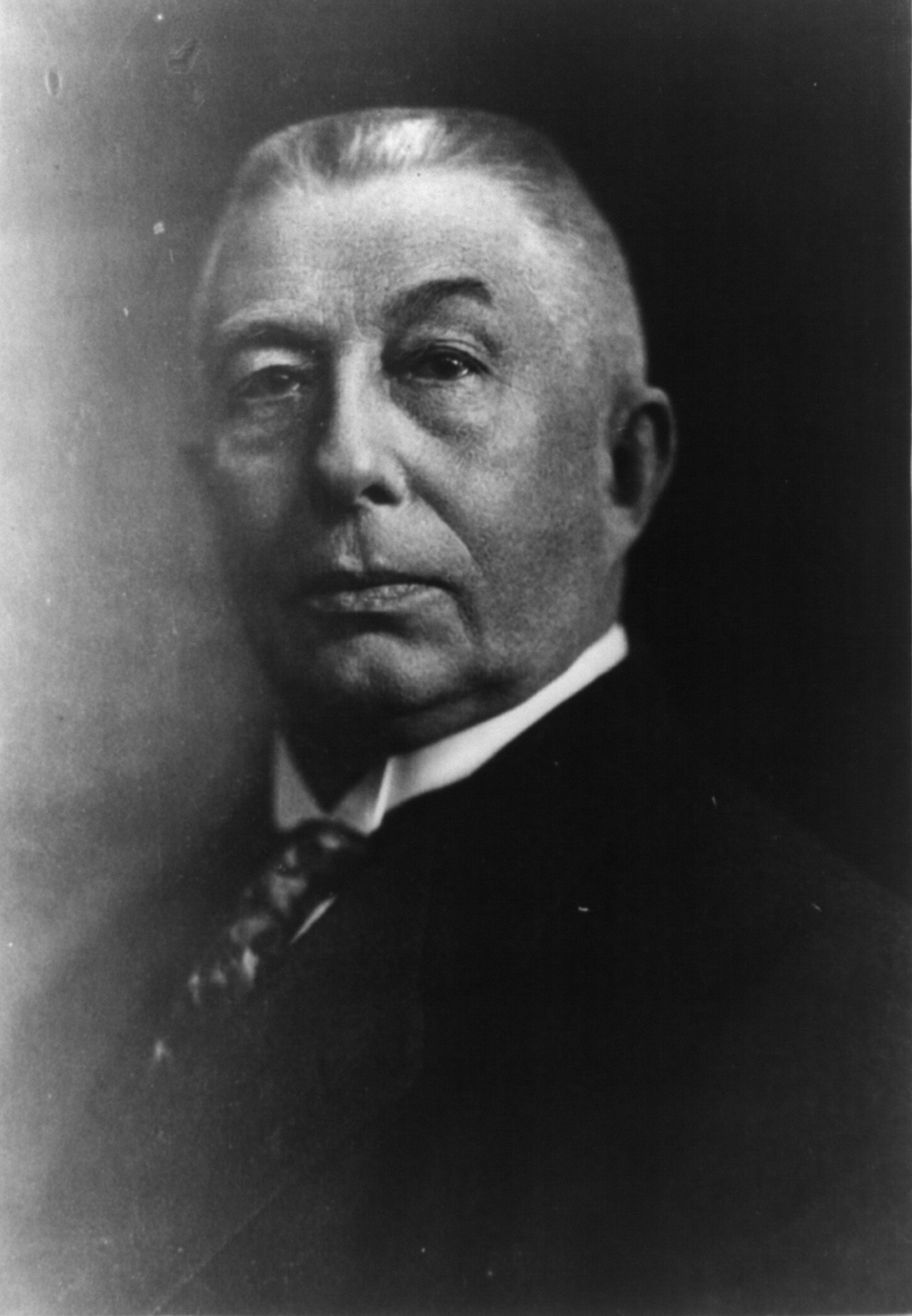
Ministerpräsident Hendrikus Colijn.

Das Kabinett Colijn II war die Regierung der Niederlande von 1933 bis 1935 unter Ministerpräsident Hendrikus Colijn, der bereits von 1925 bis 1926 Ministerpräsident war. Dieses außerparlamentarische Mitte-Rechts-Kabinett musste die 1929 ausbrechende Weltwirtschaftskrise bewältigen, die auch die Niederlande hart traf. Das Kabinett entschied sich für eine Politik der „Anpassung“. Die Staatsausgaben wurden gesenkt und der Wert des „teuren“ Guldens beibehalten. Trotz der begrenzten finanziellen Mittel hatte die Regierung Beschäftigungsprojekte ins Leben gerufen, wenngleich 1935 dreißig Prozent der arbeitenden Bevölkerung arbeitslos waren.
Das zweite Kabinett Colijn wurde nach der vorgezogenen Parlamentswahl am 26. April 1933 gebildet und löste nach der Vereidigung am 26. Mai 1933 das Kabinett Ruijs de Beerenbrouck III. Es bestand aus Ministern der der Römisch-Katholischen Staatspartei RKSP (Roomsch-Katholieke Staatspartij), der Anti-Revolutionären Partei ARP (Anti-Revolutionaire Partij) und der Christlich-Historischen Union CHU (Christelijk-Historische Unie), des Freisinnig-Demokratischen Bundes VDB (Vrijzinnig Democratische Bond), des Freiheitsbundes VB (Vrijheidsbond) sowie einem parteilosen Minister. Das Kabinett trat am 25. Juli 1935 zurück, nach dem es zu einer Regierungskrise gekommen war. Die verfolgte Wirtschaftspolitik führte zunächst zum Rücktritt von Wirtschaftsminister Max Steenberghe, der der Ansicht war, dass die Niederlande dem Beispiel anderer Länder (insbesondere Belgiens) folgen und den Gulden abwerten sollte. Kritik an der Wirtschafts- und Währungspolitik der RKSP-Fraktion in der Zweiten Kammer der Generalstaaten löste kurz darauf eine Kabinettskrise aus. Am 31. Juli 1935 endete die Krise und das Kabinett Colijn III mit leicht veränderter Zusammensetzung zum bisherigen zweiten Kabinett nahm seine Arbeit auf.

## Bildung des Kabinetts
Nach dem Wahlsieg der ARP erhielt Colijn als „Formateur“ den Auftrag zur Regierungsbildung. Er drängte auf ein Fünf-Parteien-Kabinett, an dem neben den drei rechten Parteien auch Liberale und Liberaldemokraten teilnahmen. Der Versuch, ein parlamentarisches Kabinett (Parlementair kabinet) zu bilden, scheiterte jedoch an der mangelnden Bereitschaft der katholischen RKSP, ein Bündnis mit den Liberalen einzugehen. Sie wollten ein Kabinett der drei rechten Parteien nur mit der VDB, ohne die Liberalen. Dies lehnte jedoch insbesondere die CHU ab. Nach diesem Scheitern wurde Colijn sofort zum Leiter eines außerparlamentarischen Kabinetts ernannt. Wie schon 1929 unterschied sich das Endergebnis kaum vom ersten Versuch. Neben dem ARP-Fraktionsvorsitzenden Colijn traten auch der politische Führer der VDB, Henri Marchant, und der prominente Abgeordnete Pieter Oud dem Kabinett bei. Acht der zehn Minister waren Mitglieder der Zweiten Kammer der Generalstaaten, daher war die Bezeichnung „außerparlamentarisch“ (Extraparlementair kabinet) eher seltsam. Das Ministerium für Wirtschaft und Arbeit wurde in die Abteilungen Wirtschaft und Soziales aufgeteilt. Letzteres Ministerium war auch für die öffentliche Gesundheit zuständig. Der Bereich soziale Wohnungspolitik wurde dem Innenministerium übertragen. Das Kabinett verfügte mit 65 Sitzen (65 Prozent) in der Zweiten Kammer und 39 Sitzen (78 Prozent) in der Ersten Kammer über eine breite absolute Mehrheit.

## Politik und Gesetzgebung

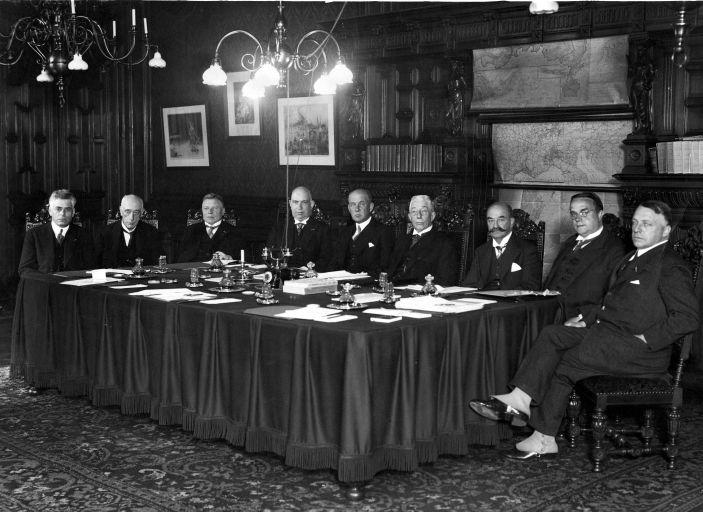
Ministerpräsident Colijn (6.v.l.) und die anderen Mitglieder seines dritten Kabinetts (1933).

Die Regierung versuchte, die Wirtschaftskrise durch eine Anpassungspolitik zu bekämpfen. Der Haushaltsplan für 1934 wies ein Defizit von 190 Millionen Gulden auf. Daher mussten die Staatsausgaben gesenkt werden. Dies geschah unter anderem durch Kürzungen der Beamtengehälter und Unterstützungsmaßnahmen für Arbeitslose. Finanzminister Oud legte im Namen des Kabinetts ein Spargesetz (Bezuinigingswet) vor. Im Juni und Juli 1933 nahm eine Delegation unter der Leitung von Premierminister Colijn an der Weltwirtschaftskonferenz in London teil, deren Vorsitz der britische Premierminister Ramsay MacDonald innehatte. Allerdings brachte die Konferenz keine Ergebnisse, so dass es nicht zu einem gemeinsamen Vorgehen zur Bewältigung der Wirtschaftskrise kam. Die Regierung behielt den Goldstandard bei, also den festen Goldwert des Guldens. Die Regierung war der Ansicht, dass eine Reduzierung des Guldenwertes gegenüber Menschen, die Geld gespart hatten, unfair sei. Von „Münzfälschung“ (muntvervalsing) war die Rede. Die umliegenden Länder hatten den Goldstandard bereits Anfang der 1930er Jahre aufgegeben. Die Exportposition der Niederlande war daher benachteiligt und konnte nur durch Kostensenkungen verbessert werden. Darüber hinaus wurden verschiedene Maßnahmen ergriffen, um niederländische Unternehmen und die Landwirtschaft finanziell zu unterstützen und den Inlandsabsatz zu schützen. Importe wurden eingeschränkt.
Im Juli 1934 kam es in Amsterdam zum sogenannten „Jordan-Aufstand“ (Jordaanoproer) bei dem sich die Bevölkerung gegen die Kürzung der Arbeitslosenunterstützung wandte. Der Minister für Unterricht, Kunst und Wissenschaften Marchant führte eine Rechtschreibreform ein, die jedoch nur in begrenztem Umfang umgesetzt wurde. 1934 wurde ein Straßenfonds (Wegenfonds) gegründet.
Bei den Wahlen zu den Provinciale Staten, den Parlamenten der Provinzen, 1935 gewann die Nationalsozialistische Bewegung NSB (Nationaal-Socialistische Beweging) fast acht Prozent der Stimmen. Als Maßnahme gegen den zunehmenden Extremismus wurde bereits Ende 1933 ein Beamtenverbot gegen NSB-Mitglieder verhängt. Eine Reihe überwiegend linker Intellektueller gründete die Gesellschaft „Einheit durch Demokratie“ (Eenheid door Democratie). Die Niederlande war zunehmend mit jüdischen Flüchtlingen aus Nazi-Deutschland konfrontiert. Justizminister Josef van Schaik verfolgte eine sehr vorsichtige Asylpolitik, um Deutschland nicht zu verärgern.
Die wichtigsten Gesetze waren:
- Sicherheitsgesetz 1934 (Veiligheidswet)

Neben der Sicherheit in Fabriken und Werkstätten wurden nun auch Regeln zur Sicherheit unter anderem für die Landwirtschaft und die Binnenschifffahrt festgelegt. Nach dem Gesetz konnten Ratsanordnungen zur Sicherheit in bestimmten Sektoren erlassen werden.
- Straßenverkehrsgesetz 1935 (Wegenverkeerswet)

Dieses Gesetz ersetzte das Motorrad- und Fahrradgesetz (Motor- en Rijwielwet) von 1905 und enthielt Regeln, die der Verkehr auf Straßen und Radwegen einhalten musste. Das Gesetz sah erstmals Anforderungen für den Erwerb eines Führerscheins, dessen Gültigkeit auf fünf Jahre festgelegt wurde, und auch Bestimmungen zum Fahren unter Alkoholeinfluss vor. Das Gesetz trat allerdings erst 1951 in Kraft.

## Mitglieder des Kabinetts und Regierungsumbildungen

### Mitglieder des Kabinetts
Dem Kabinett gehörten folgende Personen an:
| Amt                                               | Amtsinhaber                                                                                   | Partei                | Beginn der Amtszeit                                    | Ende der Amtszeit                                       |
| ------------------------------------------------- | --------------------------------------------------------------------------------------------- | --------------------- | ------------------------------------------------------ | ------------------------------------------------------- |
| Ministerpräsident                                 | Hendrikus Colijn                                                                              | ARP                   | 26. Mai 1933                                           | 31. Juli 1935                                           |
| Außenminister                                     | Andries Cornelis Dirk de Graeff                                                               | Parteiloser Liberaler | 26. Mai 1933                                           | 31. Juli 1935                                           |
| Justizminister                                    | Josef van Schaik                                                                              | RKSP                  | 26. Mai 1933                                           | 31. Juli 1935                                           |
| Innenminister                                     | Jacob Adriaan de Wilde                                                                        | ARP                   | 26. Mai 1933                                           | 31. Juli 1935                                           |
| Minister für Unterricht, Kunst und Wissenschaften | Henri Marchant Jan Rudolph Slotemaker de Bruine (kommissarisch)                               | VDB CHU               | 26. Mai 1933 18. Mai 1935                              | 18. Mai 1935 31. Juli 1935                              |
| Finanzminister                                    | Pieter Oud                                                                                    | VDB                   | 26. Mai 1933                                           | 31. Juli 1935                                           |
| Verteidigungsminister                             | Laurentius Nicolaas Deckers                                                                   | RKSP                  | 26. Mai 1933                                           | 31. Juli 1935                                           |
| Minister für Wasserwirtschaft                     | Jacob Adriaan Kalff Hendrikus Colijn (kommissarisch) Otto Cornelis Adriaan van Lidth de Jeude | VB ARP VB             | 26. Mai 1933 13. Januar 1935 15. März 1935             | 13. Januar 1935 15. März 1935 31. Juli 1935             |
| Minister für Wirtschaft und Arbeit                | Timotheus Josephus Verschuur                                                                  | RKSP                  | 26. Mai 1933                                           | 8. Juni 1933                                            |
| Wirtschaftsminister                               | Timotheus Josephus Verschuur Hendrikus Colijn (kommissarisch) Max Steenberghe Henri Gelissen  | RKSP ARP RKSP         | 8. Juni 1933 17. April 1934 25. Juni 1934 6. Juni 1935 | 17. April 1934 25. Juni 1934 6. Juni 1935 31. Juli 1935 |
| Sozialminister                                    | Jan Rudolph Slotemaker de Bruine                                                              | CHU                   | 12. Juni 1933                                          | 31. Juli 1935                                           |
| Kolonialminister                                  | Hendrikus Colijn                                                                              | ARP                   | 26. Mai 1933                                           | 31. Juli 1935                                           |

### Regierungsumbildungen
1934 trat der Unternehmer Steenberghe die Nachfolge von Minister Verschuur an, der aus gesundheitlichen Gründen zurücktrat. Steenberghe selbst verließ das Kabinett nach einem Jahr, da er der Einzige war, der eine Abwertung des Guldens (Aufgabe des Goldstandards) befürwortete. Außerhalb der politischen Führung der RKSP wurde er durch den Tilburger Professor und Unternehmer Prof. Gelissen ersetzt. Im Januar 1935 starb der Minister für Wasserwirtschaft Kalff an einer Lungenentzündung, die er sich während eines Arbeitsbesuchs zugezogen hatte. Die überraschendste Veränderung fand im Bildungswesen statt. Der liberaldemokratische Minister Marchant schien Anfang 1935 zum Katholizismus konvertiert zu sein. Seine Position wurde daher unhaltbar. Einerseits waren die Ansichten des VDB in vielerlei Hinsicht weit von denen der Katholiken entfernt, andererseits wurden Fragen zur Sparpolitik Marchants aufgeworfen. Er schien Sonderschulen zu verschonen und angesichts seines religiösen Übergangs warf dies viele Fragen auf.